# Uroš Drenović
Uroš Drenović (en serbocroata: Урош Дреновић; Sitnica, Austria-Hungría, 11 de noviembre de 1911-Banja Luka, Estado Independiente de Croacia, 29 de mayo de 1944) fue un comandante militar serbobosnio en la región de Bosnia Central, dentro del Estado Independiente de Croacia (NDH), durante la Segunda Guerra Mundial. Tras la invasión de Yugoslavia por parte del Eje, liderada en abril de 1941 por la Alemania nazi, se unió a los partisanos yugoslavos. Tuvo un papel destacado durante la rebelión inicial contra las autoridades del NDH, ya que logró hacerse con el control de Mrkonjić Grad en agosto de 1941.
Lideró después la agitación serbo-chovinista dentro del 3.er Destacamento Krajina partisano. Tras algunas dudas, decidió decantarse por los chetniks y llegó a ser uno de sus comandantes (vojvoda). En abril de 1942, fue derrotado por los partisanos y huyó a Banja Luka, donde ultimó una alianza con la Ustacha para enfrentarse a ellos. Siguió oponiéndose a ellos hasta su muerte, acaecida durante un bombardeo perpetrado por los Aliados sobre Banja Luka en mayo de 1944.

## Primeros años
Drenović nació en Sitnica, Ribnik, cerca del monte Manjača, en 1911. Cursó sus estudios universitarios en Sarajevo y comenzó a ejercer como maestro de escuela en la zona de Banja Luka. Hasta el estallido de la Segunda Guerra Mundial, era un oficial en la reserva del Real Ejército Yugoslavo (en serbocroata: Vojska Kraljevine Jugoslavije, VKJ).

## Segunda Guerra Mundial

### Rebelión en Bosanska Krajina
Unos meses después del comienzo de la invasión de Yugoslavia, dirigida por la Alemania nazi desde abril de 1941, se comenzaron a dar rebeliones a lo largo y ancho del recién creado Estado Independiente de Croacia (en serbocroata: Nezavisna Država Hrvatska, NDH), títere del Eje. El 4 de julio, el Partido Comunista de Yugoslavia (Komunistička partija Jugoslavije, KPJ) decidió impulsar un levantamiento general por toda Yugoslavia en contra de las fuerzas de ocupación, y la rebelión estalló en Bosnia el 27 de julio. Entre estos levantamientos se incluyen algunos en el suroeste de Bosnia que después se expandieron por el resto del NDH; el KPJ, sin embargo, quedó relegado a una posición secundaria en vez de liderar el movimiento.
El 29 de agosto, Drenović planeó y lideró la toma por parte de los rebeldes del pueblo de Mrkonjić Grad; sin embargo, cuando las fuerzas del NDH retomaron el control cuatro días más tarde, el KPJ culpó a él y a sus tropas, alegando una pobre disciplina y un chovinismo antimusulmán. En septiembre, se conformaron en la región de Ribnik, Janj y Pliva cuatro batallones de combatientes. Uno de estos, el 3.er batallón —conocido como «Petar Kočić» en honor del político, poeta y escritor—, lo comandaba Drenović, quien, a diferencia del resto de líderes de batallón de la región, no permitía al KPJ designar comisarios políticos dentro de sus compañías. En una zona libre de la actividad del KPJ pero bajo la influencia de la élite sectaria serbia de Mrkonjić Grad, Drenović arrestó a comunistas musulmanes y llegó incluso a enfrentarse a algunos de los más altos cargos partisanos de Bosanska Krajina.
El 26 de septiembre de 1941, en Stolice, en la Serbia ocupada por Alemania, los líderes partisanos decidieron estandarizar su organización militar a lo largo de la Yugoslavia ocupada. Como consecuencia e esto, se formaron, durante octubre y noviembre, tres destacamentos dentro de Bosanka Krajina a partir de unidades ya existentes, como el batallón «Petar Kočić». Además, Drenović fue designado subcomandante del 3.er destacamento Krajina, responsable del territorio de la Bosnia central. Esta región tenía tendencias prochetnik, y, de las 34 compañías que integraban el destacamento, tan solo trece tenían organizaciones del KPJ, solo once tenían comandantes afiliados al partido y solo dieciocho contaban con un comisario político. Muchos de los activistas del KPJ de la región eran musulmanes o croatas, lo que provocaba que la mayor parte de las bases no los aceptase con facilidad, al ser estas en su mayoría campesinos serbo-chovinistas. El propio Drenović era el principal exponente de la ideología chetnik en la Bosnia central. Despreciaba a musulmanes y croatas, pero, de acuerdo con el historiador Marko Attila Hoare, era «lo suficientemente diplomático como para mantener sus sentimientos a raya cuando era necesario». En octubre, el 3.er destacamento Krajina trató de convencer al pueblo de Crljeni para que aportara cinco hombres armados. Como el jefe de la aldea se negó, el grueso del destacamento la atacó; finalmente, el resto del destacamento tuvo que evitar que el batallón de Drenović lo saqueara y redujera a cenizas.
El 26 de noviembre, durante una reunión del 3.er destacamento Krajina, Drenović abogó por colaborar con las fuerzas de ocupación italianas, bajo el pretexto de que estos estaban protegiendo a los serbios de la Ustacha. Los principales miembros del KPJ se negaron, pero no estaban en una posición de fuerza y no pudieron forzarle a abandonar la idea. En esa misma reunión, Drenović se negó a destinar el batallón «Petar Kočić» a la lucha contra los italianos. Bajo presión, accedió a avisar a los batallones vecinos en caso de que los italianos avanzaran por su territorio. A cambio, los miembros del 3.er destacamento permitieron a Drenović referirse a su fuerza como el «Destacamento Militar-Chetnik». El 10 de diciembre, los miembros de la cúpula del 3.er destacamento afiliados al KPJ concluyeron que la mitad de sus comandantes no apoyaban su papel principal en la rebelión. Los partisanos de Bosanska Krajina observaron más tarde que los miembros del destacamento no se esforzaban por eliminar a los elementos chetnik o por detener su agitación serbo-chovinista.
A comienzos de febrero de 1942, Drenović adoptó un papel destacado en una reunión pensada para conseguir que el 7.º batallón Glamoč, que se había declarado a sí mismo «chetnik», regresara a la estructura partisana. Drenović se posicionó del lado de los chetnik y tanto él como sus partidarios fueron expulsados de la reunión y, finalmente, el batallón se reintegró en la estructura. El 6 de febrero, se reunieron los líderes del 1.er, 2.º y 4.º batallones del 3.er destacamento Krajina y decidieron permitir que Drenović volviera a unirse al movimiento partisano; asimismo, organizaron un ataque contra la guarnición italiana y de la Ustacha en Mrkonjić Grad. Presionado por sus propias bases, Drenović participó en el ataque, pero consiguió evitar su éxito permitiendo pasar a los italianos y que estos atacasen a la retaguardia partisana. De acuerdo con las fuentes partisanas, puso sobre aviso a las fuerzas italianas y de la Ustacha y les brindó la información relativa a los planes partisanos.

### Alianza con el NDH
Como consecuencia de la efectividad de la agitación pro-chetnik que se estaba llevando a cabo desde dentro, muchas unidades partisanas desertaron. En la segunda mitad de abril de 1942, los partisanos respondieron con acciones militares agresivas contra los desertores. La unidad que lideró esta ofensiva fue el batallón anti-chetnik Grmeč Shock, formado ese mismo mes con tropas completamente leales y confiables. Esto supuso el final del destacamento chetnik «Petar Kočić», y Drenović se refugió con la Ustacha en Mrkonjić Grad. El 27 de abril, firmó un acuerdo con el NDH junto con otros comandantes que habían desertado. Este consistía en ocho puntos y preveía el final de las hostilidades entre la Ustacha y los chetniks de Drenović, la protección de los pueblos serbios frente a los partisanos por parte del NDH y el apoyo de las unidades de la Ustacha a los chetniks en su lucha contra los partisanos. El acuerdo también instaba a la Ustacha a devolver a los serbios de Krajina sus derechos religiosos y civiles. A cambio, Drenović reconoció la soberanía del NDH. El historiador Enver Redžić arguye que el acuerdo se tomó por necesidad, tanto militar como política. «Los acuerdos entre la Ustacha y los chetniks no surgieron ni de la confluencia de los intereses nacionales serbios y croatas ni del deseo mutuo de aceptación y respeto, sino porque ambos bandos necesitaban detener el avance partisano —asegura—. La Ustacha y los chetniks, viejos enemigos, se necesitaban entre sí en un momento en que la Ustacha se enfrentaba a la ignominia nacional y política entre los croatas y los chetniks perdían el apoyo de los serbios».
Las autoridades del NDH creían que la alianza permitiría a los chetniks seguir subvirtiendo a las unidades partisanas. El 30 de abril, les reconocieron a Drenović y sus tropas el derecho a permanecer armados para poder enfrentarse a los partisanos. La prensa de la Ustacha hizo público el acuerdo entre el NDH y los chetniks de Drenović de inmediato; la opinión pública serbia quedó dividida. Llegado mayo, Drenović contaba ya con una fuerza de cerca de 350 chetniks. A mediados de mes, firmó un acuerdo con un general croata de Banja Luka para cooperar con el NDH en la lucha contra los partisanos. De esta manera, Drenović se erigió como una de los líderes chetnik más importantes del oeste de Bosnia. Ese verano, cuando ya se había restablecido el orden en áreas importantes de la zona de ocupación italiana, los italianos reconocieron como auxiliares a Drenović y otros líderes del destacamento chetnik, así como a su principal portavoz político. Asimismo, el comandante italiano Mario Roatta permitió la repartición de armas, munición y provisiones a los chetniks. Otros líderes chetnik en Bosnia que alcanzaron acuerdos con el NDH antes de junio de 1942 fueron Mane Rokvić, Branko Bogunović, Stevo Rađenović y Momčilo Đujić. La científica política Sabrina P. Ramet apunta que esta cooperación debe verse como el resultado del miedo mutuo hacia los partisanos, y hace hincapié en la incertidumbre y desconfianza que lo acompañaron. Para junio, los chetniks de Drenović contaban ya con seiscientos hombres.
El rey Pedro II le concedió en 1943 la Orden de la Estrella de Karadjordje, la condecoración civil y militar serbia más importante, siguiendo la recomendación de Draža Mihailović, líder de los chetniks. Tras la capitulación italiana, Drenović accedió a que todas las acciones de sus chetniks se llevasen a cabo en cooperación con las unidades locales alemanas, y se le informó a finales de año de que las unidades de la Ustacha se estacionarían de nuevo en las zonas pobladas por serbios. En octubre de 1943, un equipo del 1.er batallón de la 4.ª División Brandenburg, bajo el mando del oberleutnant Hermann Kirchner, comenzó a trabajar mano a mano con los chetniks de Drenović en el noroeste de Bosnia. Juntos, condujeron expediciones de reconocimiento y establecieron contacto con los granjeros anticomunistas para vigilar los movimientos de las tropas partisanas. Había cerca de 950 chetniks sirviendo bajo el mando de Drenović, situados alrededor de Manjača y Glamoč. Al año siguiente, contaba con cuatrocientes hombres. Fue el único chetnik del que la Ustacha se fio por completo a lo largo de la guerra. De acuerdo con BN Televizija, se le considera un vojvoda chetnik.

### Fallecimiento
Drenović falleció el 29 de mayo de 1944 en un bombardeo perpetrado por los Aliados en Banja Luka. El Movimiento Ravna Gora y la Iglesia ortodoxa serbia de Klisina organizaron una ceremonia para conmemorar sus acciones de 1941. En 2014, ni los oficiales de la República Srpska —una de las dos entidades que conforman la actual Bosnia y Herzegovina— ni los representantes de la municipalidad de Prijedor asistieron a la ceremonia.

### Citas
1. ↑  S. B. (21 de julio de 2009). «Manjača: Održan pomen četničkom vojvodi Urošu Drenoviću» (en serbio). 24sata.info. Archivado desde el original el 12 de marzo de 2016. Consultado el 10 de octubre de 2018.
2. ↑  G-2 (PB) (1944). The Četniks: A Survey of Četnik Activity in Yugoslavia, April 1941 – July 1944. Caserta, Italia: Sede central de las Fuerzas Aliadas.
3. 1 2  Hoare, 2006, p. 102.
4. ↑  Trikić y Repajić, 1982, p. 21.
5. 1 2  Hoare, 2006, p. 76.
6. ↑  Tomasevich, 1975, p. 134.
7. 1 2 3  Hoare, 2006, p. 250.
8. ↑  Hoare, 2006, pp. 76-78.
9. ↑  Hoare, 2006, pp. 248-249.
10. ↑  Hoare, 2006, p. 251.
11. ↑  Hoare, 2006, pp. 252-253.
12. ↑  Hoare, 2006, p. 254.
13. 1 2  Hoare, 2006, pp. 261-262.
14. ↑  Barić, 2011, p. 182.
15. ↑  Christia, 2012, p. 206.
16. 1 2  Milazzo, 1975, pp. 78-79.
17. ↑  Redžić, 2005, p. 88.
18. 1 2  Dedijer, 1990, p. 17.
19. ↑  Hoare, 2013, p. 170.
20. 1 2  Milazzo, 1975, p. 80.
21. 1 2  Milazzo, 1975, p. 77.
22. ↑  Ramet, 2006, p. 129.
23. ↑  Milazzo, 1975, p. 164.
24. ↑  Greentree, 2012, p. 17.
25. ↑  Redžić, 2005, p. 236.
26. ↑  Tomasevich, 1975, p. 354.
27. 1 2  «Ravnogorsko prelo na Manjači» (en serbio). BN Televizija. 21 de julio de 2014. Consultado el 10 de octubre de 2018.
28. ↑  Hoare, 2013, p. 254.